# Montañas Bihor

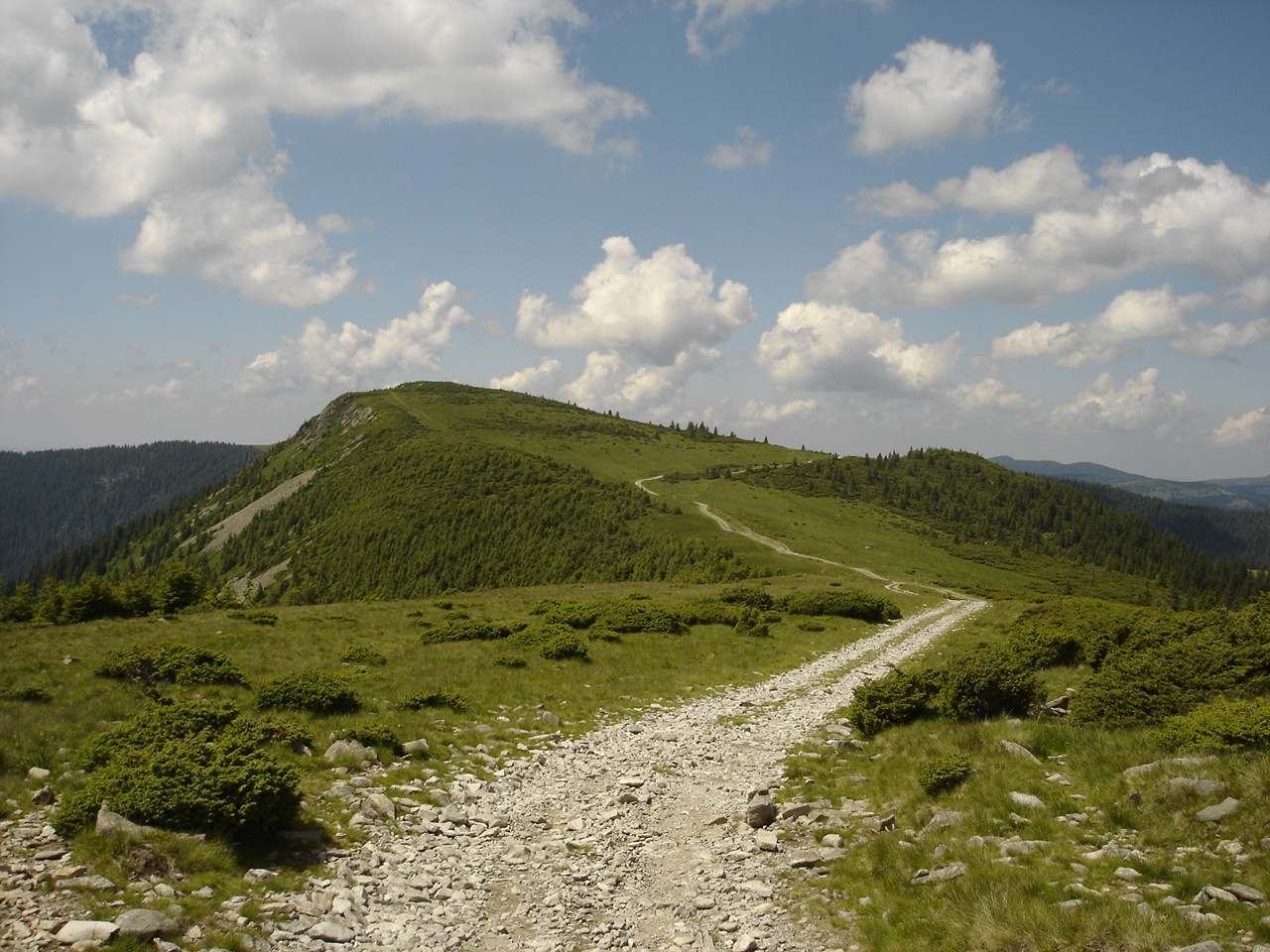
Pico Bohodei

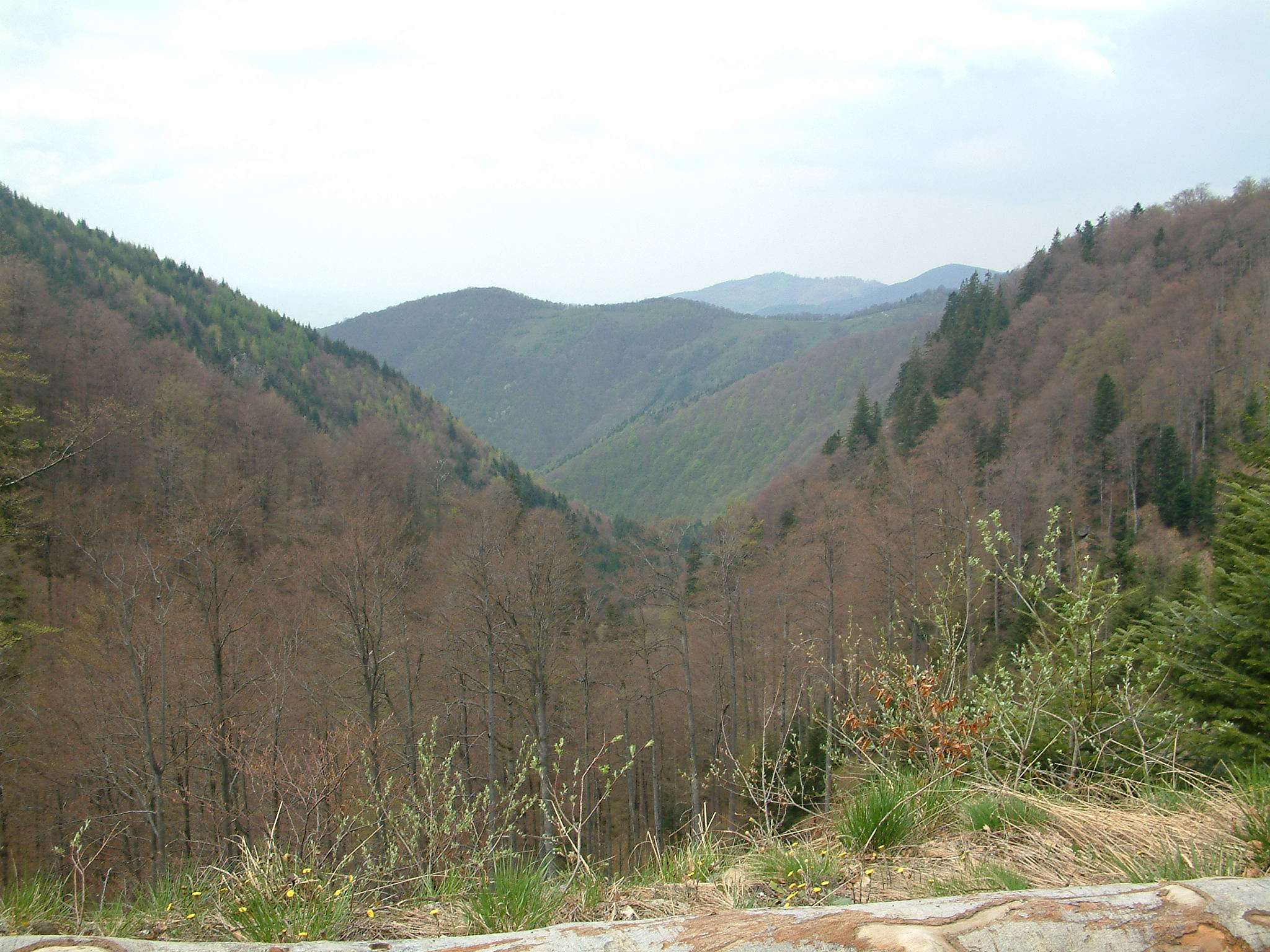
Vista de los alrededores de Nucet

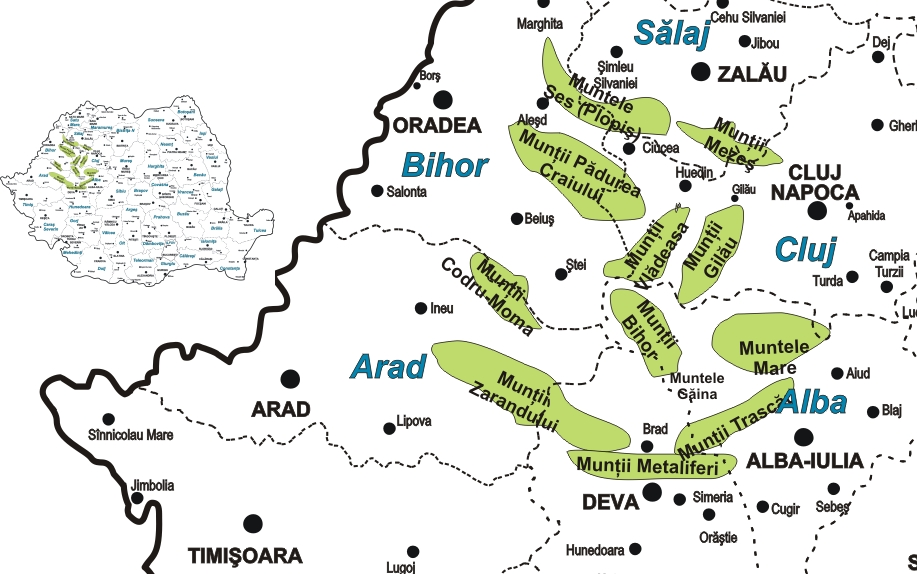
Las cordilleras de las montañas Apuseni, en los Cárpatos occidentales rumanos, al oeste de Rumanía.

Las montañas Bihor ( en rumano: Munții Bihorului , en húngaro: Bihar-hegység ) son una cadena montañosa en el oeste de Rumanía. Es parte de las montañas Apuseni, que forman parte de las montañas de los Cárpatos.
El macizo tiene una longitud de 25 km de noroeste a sureste y una anchura de 14 km. Se encuentra al este de la ciudad de Ștei, condado de Bihor y al norte de la ciudad de Brad, condado de Hunedoara .
El pico más alto es el Cucurbăta Mare, con una elevación de 1.849 metros; éste es también el pico más alto de los montes Apuseni. Otros picos altos son Buteasa (1.790 m), Cârligatele (1.694 m), Piatra Grăitoare (1.658 m) y Bohodei (1.654 m).
El macizo de Vlădeasa es una prolongación volcánica de los montes Bihor al norte, que alcanza una altura máxima de 1.836 metros.